# Durango-Durango Emakumeen Saria 2021
Durango-Durango Emakumeen Saria 2021 var den 20. udgave af det spanske cykelløb Durango-Durango Emakumeen Saria. Linjeløbet blev kørt den 18. maj 2021 med start og mål i Durango i Vizcaya. Løbet var ikke en del af UCI Women's World Tour, men på den lavere rangerende internationale UCI-kalender for kvinder.

## Resultater
| \| Samlede stilling \| Samlede stilling \| Samlede stilling \| Samlede stilling \| Samlede stilling \| \| Rytter \| Rytter \| Hold \| Tid \| \| \| ---------------- \| --------------------- \| ---------------------------------- \| ---------------- \| ---------------- \| \| 1. \| Anna van der Breggen \| SD Worx \| 2t 51' 23" \| \| \| 2. \| Annemiek van Vleuten \| Movistar Team \| + 0" \| \| \| 3. \| Cecilie Uttrup Ludwig \| FDJ-Nouvelle Aquitaine-Futuroscope \| + 4" \| \| \| 4. \| Katarzyna Niewiadoma \| Canyon-SRAM Racing \| + 11" \| \| \| 5. \| Pauliena Rooijakkers \| Liv Racing \| + 27" \| \| \| 6. \| Arlenis Sierra \| A.R. Monex Women's \| + 49" \| \| \| 7. \| Elise Chabbey \| Canyon-SRAM Racing \| + 49" \| \| \| 8. \| Erica Magnaldi \| Ceratizit-WNT Pro Cycling \| + 49" \| \| \| 9. \| Ane Santesteban \| Team BikeExchange \| + 49" \| \| \| 10. \| Sabrina Stultiens \| Liv Racing \| + 51" \| \| |                       |                                    |            |
| |                       |                                    |            |
| Kilde: ProCyclingStats |                       |                                    |            |
| Samlede stilling |                       |                                    |            |
| Rytter | Rytter                | Hold                               | Tid        |
| 1. | Anna van der Breggen  | SD Worx                            | 2t 51' 23" |
| 2. | Annemiek van Vleuten  | Movistar Team                      | + 0"       |
| 3. | Cecilie Uttrup Ludwig | FDJ-Nouvelle Aquitaine-Futuroscope | + 4"       |
| 4. | Katarzyna Niewiadoma  | Canyon-SRAM Racing                 | + 11"      |
| 5. | Pauliena Rooijakkers  | Liv Racing                         | + 27"      |
| 6. | Arlenis Sierra        | A.R. Monex Women's                 | + 49"      |
| 7. | Elise Chabbey         | Canyon-SRAM Racing                 | + 49"      |
| 8. | Erica Magnaldi        | Ceratizit-WNT Pro Cycling          | + 49"      |
| 9. | Ane Santesteban       | Team BikeExchange                  | + 49"      |
| 10. | Sabrina Stultiens     | Liv Racing                         | + 51"      |

## Hold og ryttere
| UCI Women's WorldTeams (8)- Alé BTC Ljubljana - Team BikeExchange - Canyon-SRAM Racing - FDJ-Nouvelle Aquitaine-Futuroscope - Liv Racing - Movistar Team - SD Worx - Trek-Segafredo UCI Women's Kontinentalhold (15)- A.R. Monex - Arkéa Pro Cycling Team - BePink - Bizkaia-Durango - Ceratizit-WNT Pro Cycling - Cogeas-Mettler-Look Pro Cycling Team - Doltcini-Van Eyck Sport-Proximus - Farto-BTC - GT Krush Tunap - Instafund Racing - Laboral Kutxa-Fundacion Euskadi - Rally - Stade Rochelais Charente-Maritime Women Cycling - Top Girls Fassa Bortolo - Valcar-Travel & Service Landshold- Chile Regional- og klubhold- World Cycling Centre |
| |

### Danske ryttere
| Danske ryttere på startlisten |                       |                                    |           |
| Rygnummer                     | Rytter                | Hold                               | Placering |
| 22                            | Amalie Dideriksen     | Trek-Segafredo                     | 51        |
| 55                            | Cecilie Uttrup Ludwig | FDJ-Nouvelle Aquitaine-Futuroscope | 3         |
| 211                           | Fie Østerby           | Río Miera-Cantabria Deporte        | DNF       |

* DNF = gennemførte ikke

### Startliste
| Movistar Team MOV | Movistar Team MOV                     | Movistar Team MOV |
| ----------------- | ------------------------------------- | ----------------- |
| Nr.               | Rytter                                | Placering         |
| 1                 | Annemiek van Vleuten (NED) (landevej) | 2.                |
| 2                 | Alba Teruel Ribes (ESP)               | 77.               |
| 3                 | Jelena Erić (SRB)                     | 28.               |
| 4                 | Sheyla Gutiérrez (ESP)                | DNF               |
| 5                 | Paula Patiño (COL)                    | 48.               |
| 6                 | Lourdes Oyarbide (ESP)                | DNF               |

| SD Worx SDW | SD Worx SDW                           | SD Worx SDW |
| ----------- | ------------------------------------- | ----------- |
| Nr.         | Rytter                                | Placering   |
| 11          | Anna van der Breggen (NED) (landevej) | 1.          |
| 12          | Demi Vollering (NED)                  | 12.         |
| 13          | Elena Cecchini (ITA)                  | 76.         |
| 14          | Niamh Fisher-Black (NZL)              | 11.         |
| 16          | Karol-Ann Canuel (CAN)                | 75.         |

| Trek-Segafredo TFS | Trek-Segafredo TFS                    | Trek-Segafredo TFS |
| ------------------ | ------------------------------------- | ------------------ |
| Nr.                | Rytter                                | Placering          |
| 21                 | Elynor Bäckstedt (GBR)                | DNF                |
| 22                 | Amalie Dideriksen (DEN)               | 51.                |
| 23                 | Elisa Longo Borghini (ITA) (landevej) | 37.                |
| 24                 | Shirin van Anrooij (NED)              | 19.                |
| 25                 | Tayler Wiles (USA)                    | 38.                |
| 26                 | Trixi Worrack (GER)                   | 57.                |

| Alé BTC Ljubljana ALE | Alé BTC Ljubljana ALE    | Alé BTC Ljubljana ALE |
| --------------------- | ------------------------ | --------------------- |
| Nr.                   | Rytter                   | Placering             |
| 31                    | Marlen Reusser (SUI)     | 16.                   |
| 32                    | Laura Tomasi (ITA)       | 80.                   |
| 33                    | Anastasia Chursina (RUS) | 62.                   |
| 35                    | Tatiana Guderzo (ITA)    | 18.                   |
| 36                    | Sophie Wright (GBR)      | 43.                   |

| Canyon-SRAM Racing CSR | Canyon-SRAM Racing CSR         | Canyon-SRAM Racing CSR |
| ---------------------- | ------------------------------ | ---------------------- |
| Nr.                    | Rytter                         | Placering              |
| 41                     | Alice Barnes (GBR)             | DNF                    |
| 42                     | Katarzyna Niewiadoma (POL)     | 4.                     |
| 43                     | Hannah Barnes (GBR)            | DNF                    |
| 44                     | Elise Chabbey (SUI) (landevej) | 7.                     |
| 45                     | Mikayla Harvey (NZL)           | DNF                    |
| 46                     | Omer Shapira (ISR) (landevej)  | DNF                    |

| FDJ-Nouvelle Aquitaine-Futuroscope FDJ | FDJ-Nouvelle Aquitaine-Futuroscope FDJ | FDJ-Nouvelle Aquitaine-Futuroscope FDJ |
| -------------------------------------- | -------------------------------------- | -------------------------------------- |
| Nr.                                    | Rytter                                 | Placering                              |
| 52                                     | Brodie Chapman (AUS)                   | 36.                                    |
| 53                                     | Victorie Guilman (FRA)                 | 65.                                    |
| 54                                     | Marie Le Net (FRA)                     | 45.                                    |
| 55                                     | Cecilie Uttrup Ludwig (DEN)            | 3.                                     |
| 56                                     | Évita Muzic (FRA)                      | 15.                                    |

| Team BikeExchange BEX | Team BikeExchange BEX | Team BikeExchange BEX |
| --------------------- | --------------------- | --------------------- |
| Nr.                   | Rytter                | Placering             |
| 61                    | Amanda Spratt (AUS)   | 14.                   |
| 62                    | Arianna Fidanza (ITA) | 85.                   |
| 63                    | Ane Santesteban (ESP) | 9.                    |
| 64                    | Grace Brown (AUS)     | 27.                   |
| 65                    | Janneke Ensing (NED)  | 68.                   |
| 66                    | Urška Žigart (SLO)    | 35.                   |

| Liv Racing LIV | Liv Racing LIV             | Liv Racing LIV |
| -------------- | -------------------------- | -------------- |
| Nr.            | Rytter                     | Placering      |
| 71             | Sofia Bertizzolo (ITA)     | 49.            |
| 72             | Marta Jaskulska (POL)      | 21.            |
| 74             | Soraya Paladin (ITA)       | 17.            |
| 75             | Pauliena Rooijakkers (NED) | 5.             |
| 76             | Sabrina Stultiens (NED)    | 10.            |

| A.R. Monex Women's ASA | A.R. Monex Women's ASA       | A.R. Monex Women's ASA |
| ---------------------- | ---------------------------- | ---------------------- |
| Nr.                    | Rytter                       | Placering              |
| 81                     | Eider Merino (ESP)           | 13.                    |
| 82                     | Ariadna Gutiérrez (MEX)      | 69.                    |
| 83                     | Mariia Miliaeva (RUS)        | DNF                    |
| 84                     | Arlenis Sierra (CUB)         | 6.                     |
| 86                     | Andrea Ramírez Fregoso (MEX) | 44.                    |

| Arkéa Pro Cycling Team ARK | Arkéa Pro Cycling Team ARK | Arkéa Pro Cycling Team ARK |
| -------------------------- | -------------------------- | -------------------------- |
| Nr.                        | Rytter                     | Placering                  |
| 91                         | Pauline Allin (FRA)        | 67.                        |
| 92                         | Léa Curinier (FRA)         | 23.                        |
| 93                         | Greta Richioud (FRA)       | DNF                        |
| 94                         | Gladys Verhulst (FRA)      | 22.                        |
| 95                         | Amandine Fouquenet (FRA)   | 66.                        |
| 96                         | Sandra Levenez (FRA)       | 24.                        |

| Bepink BPK | Bepink BPK              | Bepink BPK |
| ---------- | ----------------------- | ---------- |
| Nr.        | Rytter                  | Placering  |
| 101        | Silvia Zanardi (ITA)    | 58.        |
| 102        | Matilde Vitillo (ITA)   | 39.        |
| 103        | Vania Canvelli (ITA)    | DNF        |
| 104        | Nora Jenčušová (SVK)    | DNF        |
| 105        | Nadia Quagliotto (ITA)  | 56.        |
| 106        | Michaela Drummond (NZL) | 40.        |

| Bizkaia-Durango BDP | Bizkaia-Durango BDP          | Bizkaia-Durango BDP |
| ------------------- | ---------------------------- | ------------------- |
| Nr.                 | Rytter                       | Placering           |
| 111                 | Amaia Lartitegi (ESP)        | 89.                 |
| 112                 | Lucía González Blanco (ESP)  | 41.                 |
| 113                 | Lydia Iglesias (ESP)         | DNF                 |
| 114                 | Ariana Gilabert (ESP)        | 88.                 |
| 115                 | Mercedes Carmona Ramos (ESP) | DNF                 |
| 116                 | Elizabeth Holden (GBR)       | 46.                 |

| Ceratizit-WNT Pro Cycling WNT | Ceratizit-WNT Pro Cycling WNT | Ceratizit-WNT Pro Cycling WNT |
| ----------------------------- | ----------------------------- | ----------------------------- |
| Nr.                           | Rytter                        | Placering                     |
| 121                           | Erica Magnaldi (ITA)          | 8.                            |
| 122                           | Marta Lach (POL) (landevej)   | 59.                           |
| 123                           | Kathrin Hammes (GER)          | 74.                           |
| 124                           | Laura Asencio (FRA)           | DNF                           |
| 126                           | Lara Vieceli (ITA)            | DNF                           |

| Cogeas-Mettler-Look Pro Cycling Team CGS | Cogeas-Mettler-Look Pro Cycling Team CGS | Cogeas-Mettler-Look Pro Cycling Team CGS |
| ---------------------------------------- | ---------------------------------------- | ---------------------------------------- |
| Nr.                                      | Rytter                                   | Placering                                |
| 131                                      | Ajgul Garejeva (RUS)                     | 83.                                      |
| 132                                      | Tamara Dronova-Balabolina (RUS)          | 31.                                      |
| 134                                      | Gulnaz Khatuntseva (RUS)                 | DNF                                      |
| 135                                      | Olga Sabelinskaja (UZB)                  | DNF                                      |
| 136                                      | Petra Stiasny (SUI)                      | DNF                                      |

| Doltcini-Van Eyck-Proximus DVE | Doltcini-Van Eyck-Proximus DVE | Doltcini-Van Eyck-Proximus DVE |
| ------------------------------ | ------------------------------ | ------------------------------ |
| Nr.                            | Rytter                         | Placering                      |
| 141                            | Christina Schweinberger (AUT)  | 30.                            |
| 142                            | Amber Aernouts (NED)           | 87.                            |
| 143                            | Minke Bakker (NED)             | DNF                            |
| 144                            | Olha Kulynych (UKR)            | 64.                            |
| 146                            | Nicole Steigenga (NED)         | 47.                            |

| Eneicat-RBH EIC | Eneicat-RBH EIC     | Eneicat-RBH EIC |
| --------------- | ------------------- | --------------- |
| Nr.             | Rytter              | Placering       |
| 151             | Ziortza Isasi (ESP) | DNF             |
| 152             | Anna Baidak (RUS)   | DNF             |
| 153             | Varvara Fasoi (GRE) | DNF             |
| 155             | Maria Tobias (MEX)  | DNF             |

| Instafund Racing ILP | Instafund Racing ILP         | Instafund Racing ILP |
| -------------------- | ---------------------------- | -------------------- |
| Nr.                  | Rytter                       | Placering            |
| 161                  | Rotem Gafinovitz (ISR)       | 55.                  |
| 162                  | Vera Looser (NAM) (landevej) | 70.                  |
| 163                  | Caroline Baur (SUI)          | DNF                  |
| 165                  | Rachel Langdon (GBR)         | DNF                  |
| 166                  | Isabella Bertold (CAN)       | DNF                  |

| Laboral Kutxa-Fundación Euskadi LKF | Laboral Kutxa-Fundación Euskadi LKF | Laboral Kutxa-Fundación Euskadi LKF |
| ----------------------------------- | ----------------------------------- | ----------------------------------- |
| Nr.                                 | Rytter                              | Placering                           |
| 171                                 | Irantzu Beloki (ESP)                | DNF                                 |
| 172                                 | Elena Cuenca (ESP)                  | DNF                                 |
| 173                                 | Usoa Ostolaza (ESP)                 | 60.                                 |
| 174                                 | Idoia Eraso (ESP)                   | 53.                                 |
| 175                                 | Ainhize Barrainkua (ESP)            | DNF                                 |
| 176                                 | Garazi Estevez (ESP)                | DNF                                 |

| GT Krush Tunap BPC | GT Krush Tunap BPC       | GT Krush Tunap BPC |
| ------------------ | ------------------------ | ------------------ |
| Nr.                | Rytter                   | Placering          |
| 181                | Nathalie Eklund (SWE)    | 42.                |
| 182                | Clara Lundmark (SWE)     | DNF                |
| 183                | Marissa Baks (NED)       | 61.                |
| 184                | Henrietta Colborne (GBR) | DNF                |
| 185                | Inez Beijer (NED)        | DNF                |
| 186                | Nienke Wasmus (NED)      | DNF                |

| Macogep Tornatech MTG | Macogep Tornatech MTG   | Macogep Tornatech MTG |
| --------------------- | ----------------------- | --------------------- |
| Nr.                   | Rytter                  | Placering             |
| 191                   | Luce Bourbeau (CAN)     | DNF                   |
| 192                   | Kerry Jonker (RSA)      | DNF                   |
| 193                   | Callie Swan (CAN)       | DNF                   |
| 194                   | Balladyne Tritsch (FRA) | 73.                   |
| 195                   | Lucie Liboreau (FRA)    | DNF                   |

| Rally Cycling RLW | Rally Cycling RLW             | Rally Cycling RLW |
| ----------------- | ----------------------------- | ----------------- |
| Nr.               | Rytter                        | Placering         |
| 201               | Clara Koppenburg (GER)        | 26.               |
| 202               | Kristabel Doebel-Hickok (USA) | 32.               |
| 203               | Sara Poidevin (CAN)           | DNF               |
| 205               | Heidi Franz (USA)             | DNF               |

| Río Miera-Cantabria Deporte RMC | Río Miera-Cantabria Deporte RMC | Río Miera-Cantabria Deporte RMC |
| ------------------------------- | ------------------------------- | ------------------------------- |
| Nr.                             | Rytter                          | Placering                       |
| 211                             | Fie Østerby                     | DNF                             |
| 212                             | Elisabet Escursell Valero (ESP) | 84.                             |
| 213                             | Susana Perez Conejero (ESP)     | DNF                             |
| 214                             | Eva Anguela Yágüez (ESP)        | DNF                             |
| 215                             | Aida Nuño Palacio (ESP)         | DNF                             |
| 216                             | Alba Leonardo (ESP)             | DNF                             |

| Sopela Women's Team SWT | Sopela Women's Team SWT        | Sopela Women's Team SWT |
| ----------------------- | ------------------------------ | ----------------------- |
| Nr.                     | Rytter                         | Placering               |
| 221                     | Naia Amondarain Gazañaga (ESP) | DNF                     |
| 222                     | Carla Pruñonosa (ESP)          | DNF                     |
| 223                     | Emma Ortiz (ESP)               | DNF                     |
| 225                     | Maria Gomez Ijalba (ESP)       | DNF                     |
| 226                     | Claire Steels (GBR)            | 82.                     |

| Stade Rochelais Charente-Maritime CMW | Stade Rochelais Charente-Maritime CMW | Stade Rochelais Charente-Maritime CMW |
| ------------------------------------- | ------------------------------------- | ------------------------------------- |
| Nr.                                   | Rytter                                | Placering                             |
| 231                                   | Annabel Fisher (GBR)                  | DNF                                   |
| 232                                   | Manon Souyris (FRA)                   | 54.                                   |
| 233                                   | Noemi Rüegg (SUI)                     | 63.                                   |
| 234                                   | India Grangier (FRA)                  | 52.                                   |
| 235                                   | Melanie Maurer (SUI)                  | DNF                                   |
| 236                                   | Séverine Eraud (FRA)                  | DNF                                   |

| Farto-BTC FAR | Farto-BTC FAR                 | Farto-BTC FAR |
| ------------- | ----------------------------- | ------------- |
| Nr.           | Rytter                        | Placering     |
| 241           | Agnieta Francke (NED)         | 72.           |
| 242           | Enara López Gallastegi (ESP)  | DNF           |
| 243           | Carla Fernandez Torres (ESP)  | DNF           |
| 244           | Liliana Jesus (POR)           | DNF           |
| 245           | Melissa Maia (POR) (landevej) | DNF           |
| 246           | Sandra Moral (ESP)            | DNF           |

| Top Girls Fassa Bortolo TOP | Top Girls Fassa Bortolo TOP | Top Girls Fassa Bortolo TOP |
| --------------------------- | --------------------------- | --------------------------- |
| Nr.                         | Rytter                      | Placering                   |
| 251                         | Michela Balducci (ITA)      | DNF                         |
| 252                         | Giorgia Bariani (ITA)       | 79.                         |
| 253                         | Giorgia Vettorello (ITA)    | DNF                         |
| 254                         | Greta Marturano (ITA)       | DNF                         |
| 255                         | Gaia Masetti (ITA)          | DNF                         |
| 256                         | Debora Silvestri (ITA)      | 20.                         |

| Valcar-Travel & Service VAL | Valcar-Travel & Service VAL | Valcar-Travel & Service VAL |
| --------------------------- | --------------------------- | --------------------------- |
| Nr.                         | Rytter                      | Placering                   |
| 261                         | Ilaria Sanguineti (ITA)     | 71.                         |
| 262                         | Elena Pirrone (ITA)         | 50.                         |
| 263                         | Federica Piergiovanni (ITA) | 29.                         |
| 264                         | Barbara Malcotti (ITA)      | 25.                         |
| 265                         | Silvia Magri (ITA)          | DNF                         |
| 266                         | Margaux Vigie (FRA)         | DNF                         |

| World Cycling Centre WCC | World Cycling Centre WCC  | World Cycling Centre WCC |
| ------------------------ | ------------------------- | ------------------------ |
| Nr.                      | Rytter                    | Placering                |
| 271                      | Alessia Vigilia (ITA)     | 86.                      |
| 272                      | Antri Christoforou (CYP)  | 81.                      |
| 273                      | Luciana Roland (ARG)      | DNF                      |
| 274                      | Sara Cueto Vega (ESP)     | DNF                      |
| 275                      | Małgorzata Jasińska (POL) | 78.                      |

| Chile CHI | Chile CHI                 | Chile CHI |
| --------- | ------------------------- | --------- |
| Nr.       | Rytter                    | Placering |
| 281       | Aranza Valentina Villalón | 34.       |
| 282       | Paola Muñoz               | DNF       |
| 283       | Daniela Vallejos          | DNF       |
| 284       | Paula Villalon            | DNF       |
| 285       | Daniela Guajardo          | DNF       |
| 286       | Catalina Soto             | 33.       |

| Movistar Team MOV | Movistar Team MOV                     | Movistar Team MOV |
| ----------------- | ------------------------------------- | ----------------- |
| Nr.               | Rytter                                | Placering         |
| 1                 | Annemiek van Vleuten (NED) (landevej) | 2.                |
| 2                 | Alba Teruel Ribes (ESP)               | 77.               |
| 3                 | Jelena Erić (SRB)                     | 28.               |
| 4                 | Sheyla Gutiérrez (ESP)                | DNF               |
| 5                 | Paula Patiño (COL)                    | 48.               |
| 6                 | Lourdes Oyarbide (ESP)                | DNF               |

| SD Worx SDW | SD Worx SDW                           | SD Worx SDW |
| ----------- | ------------------------------------- | ----------- |
| Nr.         | Rytter                                | Placering   |
| 11          | Anna van der Breggen (NED) (landevej) | 1.          |
| 12          | Demi Vollering (NED)                  | 12.         |
| 13          | Elena Cecchini (ITA)                  | 76.         |
| 14          | Niamh Fisher-Black (NZL)              | 11.         |
| 16          | Karol-Ann Canuel (CAN)                | 75.         |

| Trek-Segafredo TFS | Trek-Segafredo TFS                    | Trek-Segafredo TFS |
| ------------------ | ------------------------------------- | ------------------ |
| Nr.                | Rytter                                | Placering          |
| 21                 | Elynor Bäckstedt (GBR)                | DNF                |
| 22                 | Amalie Dideriksen (DEN)               | 51.                |
| 23                 | Elisa Longo Borghini (ITA) (landevej) | 37.                |
| 24                 | Shirin van Anrooij (NED)              | 19.                |
| 25                 | Tayler Wiles (USA)                    | 38.                |
| 26                 | Trixi Worrack (GER)                   | 57.                |

| Alé BTC Ljubljana ALE | Alé BTC Ljubljana ALE    | Alé BTC Ljubljana ALE |
| --------------------- | ------------------------ | --------------------- |
| Nr.                   | Rytter                   | Placering             |
| 31                    | Marlen Reusser (SUI)     | 16.                   |
| 32                    | Laura Tomasi (ITA)       | 80.                   |
| 33                    | Anastasia Chursina (RUS) | 62.                   |
| 35                    | Tatiana Guderzo (ITA)    | 18.                   |
| 36                    | Sophie Wright (GBR)      | 43.                   |

| Canyon-SRAM Racing CSR | Canyon-SRAM Racing CSR         | Canyon-SRAM Racing CSR |
| ---------------------- | ------------------------------ | ---------------------- |
| Nr.                    | Rytter                         | Placering              |
| 41                     | Alice Barnes (GBR)             | DNF                    |
| 42                     | Katarzyna Niewiadoma (POL)     | 4.                     |
| 43                     | Hannah Barnes (GBR)            | DNF                    |
| 44                     | Elise Chabbey (SUI) (landevej) | 7.                     |
| 45                     | Mikayla Harvey (NZL)           | DNF                    |
| 46                     | Omer Shapira (ISR) (landevej)  | DNF                    |

| FDJ-Nouvelle Aquitaine-Futuroscope FDJ | FDJ-Nouvelle Aquitaine-Futuroscope FDJ | FDJ-Nouvelle Aquitaine-Futuroscope FDJ |
| -------------------------------------- | -------------------------------------- | -------------------------------------- |
| Nr.                                    | Rytter                                 | Placering                              |
| 52                                     | Brodie Chapman (AUS)                   | 36.                                    |
| 53                                     | Victorie Guilman (FRA)                 | 65.                                    |
| 54                                     | Marie Le Net (FRA)                     | 45.                                    |
| 55                                     | Cecilie Uttrup Ludwig (DEN)            | 3.                                     |
| 56                                     | Évita Muzic (FRA)                      | 15.                                    |

| Team BikeExchange BEX | Team BikeExchange BEX | Team BikeExchange BEX |
| --------------------- | --------------------- | --------------------- |
| Nr.                   | Rytter                | Placering             |
| 61                    | Amanda Spratt (AUS)   | 14.                   |
| 62                    | Arianna Fidanza (ITA) | 85.                   |
| 63                    | Ane Santesteban (ESP) | 9.                    |
| 64                    | Grace Brown (AUS)     | 27.                   |
| 65                    | Janneke Ensing (NED)  | 68.                   |
| 66                    | Urška Žigart (SLO)    | 35.                   |

| Liv Racing LIV | Liv Racing LIV             | Liv Racing LIV |
| -------------- | -------------------------- | -------------- |
| Nr.            | Rytter                     | Placering      |
| 71             | Sofia Bertizzolo (ITA)     | 49.            |
| 72             | Marta Jaskulska (POL)      | 21.            |
| 74             | Soraya Paladin (ITA)       | 17.            |
| 75             | Pauliena Rooijakkers (NED) | 5.             |
| 76             | Sabrina Stultiens (NED)    | 10.            |

| A.R. Monex Women's ASA | A.R. Monex Women's ASA       | A.R. Monex Women's ASA |
| ---------------------- | ---------------------------- | ---------------------- |
| Nr.                    | Rytter                       | Placering              |
| 81                     | Eider Merino (ESP)           | 13.                    |
| 82                     | Ariadna Gutiérrez (MEX)      | 69.                    |
| 83                     | Mariia Miliaeva (RUS)        | DNF                    |
| 84                     | Arlenis Sierra (CUB)         | 6.                     |
| 86                     | Andrea Ramírez Fregoso (MEX) | 44.                    |

| Arkéa Pro Cycling Team ARK | Arkéa Pro Cycling Team ARK | Arkéa Pro Cycling Team ARK |
| -------------------------- | -------------------------- | -------------------------- |
| Nr.                        | Rytter                     | Placering                  |
| 91                         | Pauline Allin (FRA)        | 67.                        |
| 92                         | Léa Curinier (FRA)         | 23.                        |
| 93                         | Greta Richioud (FRA)       | DNF                        |
| 94                         | Gladys Verhulst (FRA)      | 22.                        |
| 95                         | Amandine Fouquenet (FRA)   | 66.                        |
| 96                         | Sandra Levenez (FRA)       | 24.                        |

| Bepink BPK | Bepink BPK              | Bepink BPK |
| ---------- | ----------------------- | ---------- |
| Nr.        | Rytter                  | Placering  |
| 101        | Silvia Zanardi (ITA)    | 58.        |
| 102        | Matilde Vitillo (ITA)   | 39.        |
| 103        | Vania Canvelli (ITA)    | DNF        |
| 104        | Nora Jenčušová (SVK)    | DNF        |
| 105        | Nadia Quagliotto (ITA)  | 56.        |
| 106        | Michaela Drummond (NZL) | 40.        |

| Bizkaia-Durango BDP | Bizkaia-Durango BDP          | Bizkaia-Durango BDP |
| ------------------- | ---------------------------- | ------------------- |
| Nr.                 | Rytter                       | Placering           |
| 111                 | Amaia Lartitegi (ESP)        | 89.                 |
| 112                 | Lucía González Blanco (ESP)  | 41.                 |
| 113                 | Lydia Iglesias (ESP)         | DNF                 |
| 114                 | Ariana Gilabert (ESP)        | 88.                 |
| 115                 | Mercedes Carmona Ramos (ESP) | DNF                 |
| 116                 | Elizabeth Holden (GBR)       | 46.                 |

| Ceratizit-WNT Pro Cycling WNT | Ceratizit-WNT Pro Cycling WNT | Ceratizit-WNT Pro Cycling WNT |
| ----------------------------- | ----------------------------- | ----------------------------- |
| Nr.                           | Rytter                        | Placering                     |
| 121                           | Erica Magnaldi (ITA)          | 8.                            |
| 122                           | Marta Lach (POL) (landevej)   | 59.                           |
| 123                           | Kathrin Hammes (GER)          | 74.                           |
| 124                           | Laura Asencio (FRA)           | DNF                           |
| 126                           | Lara Vieceli (ITA)            | DNF                           |

| Cogeas-Mettler-Look Pro Cycling Team CGS | Cogeas-Mettler-Look Pro Cycling Team CGS | Cogeas-Mettler-Look Pro Cycling Team CGS |
| ---------------------------------------- | ---------------------------------------- | ---------------------------------------- |
| Nr.                                      | Rytter                                   | Placering                                |
| 131                                      | Ajgul Garejeva (RUS)                     | 83.                                      |
| 132                                      | Tamara Dronova-Balabolina (RUS)          | 31.                                      |
| 134                                      | Gulnaz Khatuntseva (RUS)                 | DNF                                      |
| 135                                      | Olga Sabelinskaja (UZB)                  | DNF                                      |
| 136                                      | Petra Stiasny (SUI)                      | DNF                                      |

| Doltcini-Van Eyck-Proximus DVE | Doltcini-Van Eyck-Proximus DVE | Doltcini-Van Eyck-Proximus DVE |
| ------------------------------ | ------------------------------ | ------------------------------ |
| Nr.                            | Rytter                         | Placering                      |
| 141                            | Christina Schweinberger (AUT)  | 30.                            |
| 142                            | Amber Aernouts (NED)           | 87.                            |
| 143                            | Minke Bakker (NED)             | DNF                            |
| 144                            | Olha Kulynych (UKR)            | 64.                            |
| 146                            | Nicole Steigenga (NED)         | 47.                            |

| Eneicat-RBH EIC | Eneicat-RBH EIC     | Eneicat-RBH EIC |
| --------------- | ------------------- | --------------- |
| Nr.             | Rytter              | Placering       |
| 151             | Ziortza Isasi (ESP) | DNF             |
| 152             | Anna Baidak (RUS)   | DNF             |
| 153             | Varvara Fasoi (GRE) | DNF             |
| 155             | Maria Tobias (MEX)  | DNF             |

| Instafund Racing ILP | Instafund Racing ILP         | Instafund Racing ILP |
| -------------------- | ---------------------------- | -------------------- |
| Nr.                  | Rytter                       | Placering            |
| 161                  | Rotem Gafinovitz (ISR)       | 55.                  |
| 162                  | Vera Looser (NAM) (landevej) | 70.                  |
| 163                  | Caroline Baur (SUI)          | DNF                  |
| 165                  | Rachel Langdon (GBR)         | DNF                  |
| 166                  | Isabella Bertold (CAN)       | DNF                  |

| Laboral Kutxa-Fundación Euskadi LKF | Laboral Kutxa-Fundación Euskadi LKF | Laboral Kutxa-Fundación Euskadi LKF |
| ----------------------------------- | ----------------------------------- | ----------------------------------- |
| Nr.                                 | Rytter                              | Placering                           |
| 171                                 | Irantzu Beloki (ESP)                | DNF                                 |
| 172                                 | Elena Cuenca (ESP)                  | DNF                                 |
| 173                                 | Usoa Ostolaza (ESP)                 | 60.                                 |
| 174                                 | Idoia Eraso (ESP)                   | 53.                                 |
| 175                                 | Ainhize Barrainkua (ESP)            | DNF                                 |
| 176                                 | Garazi Estevez (ESP)                | DNF                                 |

| GT Krush Tunap BPC | GT Krush Tunap BPC       | GT Krush Tunap BPC |
| ------------------ | ------------------------ | ------------------ |
| Nr.                | Rytter                   | Placering          |
| 181                | Nathalie Eklund (SWE)    | 42.                |
| 182                | Clara Lundmark (SWE)     | DNF                |
| 183                | Marissa Baks (NED)       | 61.                |
| 184                | Henrietta Colborne (GBR) | DNF                |
| 185                | Inez Beijer (NED)        | DNF                |
| 186                | Nienke Wasmus (NED)      | DNF                |

| Macogep Tornatech MTG | Macogep Tornatech MTG   | Macogep Tornatech MTG |
| --------------------- | ----------------------- | --------------------- |
| Nr.                   | Rytter                  | Placering             |
| 191                   | Luce Bourbeau (CAN)     | DNF                   |
| 192                   | Kerry Jonker (RSA)      | DNF                   |
| 193                   | Callie Swan (CAN)       | DNF                   |
| 194                   | Balladyne Tritsch (FRA) | 73.                   |
| 195                   | Lucie Liboreau (FRA)    | DNF                   |

| Rally Cycling RLW | Rally Cycling RLW             | Rally Cycling RLW |
| ----------------- | ----------------------------- | ----------------- |
| Nr.               | Rytter                        | Placering         |
| 201               | Clara Koppenburg (GER)        | 26.               |
| 202               | Kristabel Doebel-Hickok (USA) | 32.               |
| 203               | Sara Poidevin (CAN)           | DNF               |
| 205               | Heidi Franz (USA)             | DNF               |

| Río Miera-Cantabria Deporte RMC | Río Miera-Cantabria Deporte RMC | Río Miera-Cantabria Deporte RMC |
| ------------------------------- | ------------------------------- | ------------------------------- |
| Nr.                             | Rytter                          | Placering                       |
| 211                             | Fie Østerby                     | DNF                             |
| 212                             | Elisabet Escursell Valero (ESP) | 84.                             |
| 213                             | Susana Perez Conejero (ESP)     | DNF                             |
| 214                             | Eva Anguela Yágüez (ESP)        | DNF                             |
| 215                             | Aida Nuño Palacio (ESP)         | DNF                             |
| 216                             | Alba Leonardo (ESP)             | DNF                             |

| Sopela Women's Team SWT | Sopela Women's Team SWT        | Sopela Women's Team SWT |
| ----------------------- | ------------------------------ | ----------------------- |
| Nr.                     | Rytter                         | Placering               |
| 221                     | Naia Amondarain Gazañaga (ESP) | DNF                     |
| 222                     | Carla Pruñonosa (ESP)          | DNF                     |
| 223                     | Emma Ortiz (ESP)               | DNF                     |
| 225                     | Maria Gomez Ijalba (ESP)       | DNF                     |
| 226                     | Claire Steels (GBR)            | 82.                     |

| Stade Rochelais Charente-Maritime CMW | Stade Rochelais Charente-Maritime CMW | Stade Rochelais Charente-Maritime CMW |
| ------------------------------------- | ------------------------------------- | ------------------------------------- |
| Nr.                                   | Rytter                                | Placering                             |
| 231                                   | Annabel Fisher (GBR)                  | DNF                                   |
| 232                                   | Manon Souyris (FRA)                   | 54.                                   |
| 233                                   | Noemi Rüegg (SUI)                     | 63.                                   |
| 234                                   | India Grangier (FRA)                  | 52.                                   |
| 235                                   | Melanie Maurer (SUI)                  | DNF                                   |
| 236                                   | Séverine Eraud (FRA)                  | DNF                                   |

| Farto-BTC FAR | Farto-BTC FAR                 | Farto-BTC FAR |
| ------------- | ----------------------------- | ------------- |
| Nr.           | Rytter                        | Placering     |
| 241           | Agnieta Francke (NED)         | 72.           |
| 242           | Enara López Gallastegi (ESP)  | DNF           |
| 243           | Carla Fernandez Torres (ESP)  | DNF           |
| 244           | Liliana Jesus (POR)           | DNF           |
| 245           | Melissa Maia (POR) (landevej) | DNF           |
| 246           | Sandra Moral (ESP)            | DNF           |

| Top Girls Fassa Bortolo TOP | Top Girls Fassa Bortolo TOP | Top Girls Fassa Bortolo TOP |
| --------------------------- | --------------------------- | --------------------------- |
| Nr.                         | Rytter                      | Placering                   |
| 251                         | Michela Balducci (ITA)      | DNF                         |
| 252                         | Giorgia Bariani (ITA)       | 79.                         |
| 253                         | Giorgia Vettorello (ITA)    | DNF                         |
| 254                         | Greta Marturano (ITA)       | DNF                         |
| 255                         | Gaia Masetti (ITA)          | DNF                         |
| 256                         | Debora Silvestri (ITA)      | 20.                         |

| Valcar-Travel & Service VAL | Valcar-Travel & Service VAL | Valcar-Travel & Service VAL |
| --------------------------- | --------------------------- | --------------------------- |
| Nr.                         | Rytter                      | Placering                   |
| 261                         | Ilaria Sanguineti (ITA)     | 71.                         |
| 262                         | Elena Pirrone (ITA)         | 50.                         |
| 263                         | Federica Piergiovanni (ITA) | 29.                         |
| 264                         | Barbara Malcotti (ITA)      | 25.                         |
| 265                         | Silvia Magri (ITA)          | DNF                         |
| 266                         | Margaux Vigie (FRA)         | DNF                         |

| World Cycling Centre WCC | World Cycling Centre WCC  | World Cycling Centre WCC |
| ------------------------ | ------------------------- | ------------------------ |
| Nr.                      | Rytter                    | Placering                |
| 271                      | Alessia Vigilia (ITA)     | 86.                      |
| 272                      | Antri Christoforou (CYP)  | 81.                      |
| 273                      | Luciana Roland (ARG)      | DNF                      |
| 274                      | Sara Cueto Vega (ESP)     | DNF                      |
| 275                      | Małgorzata Jasińska (POL) | 78.                      |

| Chile CHI | Chile CHI                 | Chile CHI |
| --------- | ------------------------- | --------- |
| Nr.       | Rytter                    | Placering |
| 281       | Aranza Valentina Villalón | 34.       |
| 282       | Paola Muñoz               | DNF       |
| 283       | Daniela Vallejos          | DNF       |
| 284       | Paula Villalon            | DNF       |
| 285       | Daniela Guajardo          | DNF       |
| 286       | Catalina Soto             | 33.       |